# Juan Carlos Hurtado Miller
Juan Carlos Hurtado Miller (Lima, 16 de noviembre de 1940) es un ingeniero agrónomo y político peruano. Fue el primer presidente del Consejos de Ministros y ministro de Economía durante el primer gobierno de Alberto Fujimori, donde fue el encargado de orquestar y anunciar el fujishock. Fue también ministro de Industria desde octubre de 1999 hasta julio del año 2000 y ministro de Agricultura en el segundo gobierno de Fernando Belaúnde Terry.

## Biografía
Nació el 16 de noviembre de 1940 en la ciudad de Lima. Hijo de Alberto Hurtado Abadía, ministro de Salud durante el gobierno de José Luis Bustamante y Rivero, y de Lily Miller Maertens. Es primo hermano de la ex primera dama Violeta Correa Miller, esposa del expresidente Fernando Belaúnde Terry e hija del ex canciller Javier Correa Elías, así como también pariente de Augusto Blacker Miller.
Realizó sus estudios escolares en el Colegio Sagrados Corazones Recoleta. Luego, ingresó a la Universidad Nacional Agraria La Molina, en la cual estudió Ingeniería agrónoma. Estudió una maestría en Economía agrícola en la Universidad de Iowa y también estudió una maestría en Administración Pública en la Escuela de Gobierno John F. Kennedy de la Universidad de Harvard.
Fue investigador asistente en el Instituto Harvard para el Desarrollo Internacional y coordinador del Fondo de Financiamiento de Estudios de Proyectos de Inversión (FINEPI).

## Carrera política
Trabajó como programador agrícola del Instituto Nacional de Planificación.
En el segundo gobierno de Fernando Belaúnde, ejerció como presidente del directorio del Banco Agrario del Perú y en el Banco Central de Reserva del Perú. También fue presidente de la Corporación Financiera de Desarrollo (COFIDE) y miembro del directorio del Banco Industrial del Perú.

### Ministro de Agricultura
El 3 de agosto de 1983, Belaúnde nombró a Hurtado como ministro de Agricultura en reemplazo de Mirko Cuculiza Torre.
En su gestión como ministro, se aprobó crear el CERTEX para las exportaciones no tradicionales.
Permaneció en el cargo hasta el final del gobierno en julio de 1985.

### Primer ministro y Ministro de Economía
El 28 de julio de 1990, Hurtado Miller fue nombrado  presidente del Consejo de Ministros y ministro de Economía por Alberto Fujimori en su primer gobierno. Hurtado y Fujimori ya se conocía debido a que ambos fueron alumnos de la Universidad Nacional Agraria La Molina.
Como ministro, Hurtado tuvo a su cargo el anuncio del "Fujishock", medida que planteaba una reestructuración de precios para controlar la inflación. El 8 de agosto de 1990, Hurtado Miller apareció en un mensaje televisivo anunciado las siguientes medidas:

Como resultado de la aplicación firme y sostenida de un programa que ahora iniciamos, los precios en diciembre solo serán marginalmente más altos que los de noviembre y no como ahora que se multiplican semana a semana. [...] Es así que la lata de leche evaporada que hoy costaba en la calle 120 mil intis, costará a partir de mañana 330 mil intis. El kilo de azúcar blanca que solo se conseguía a 150 mil intis, costará a partir de mañana 300 mil intis. El pan francés que esta tarde costaba 9 mil intis, costará a partir de mañana 25 mil intis. [...] Pocas veces en el Perú o en cualquier parte del mundo se ha requerido de todos un sacrificio tan grande como el que necesita el Perú. Hay que cursar un periodo corto, de unos pocos meses, en el que antes de estar mejor nos vamos a sentir peor. Es el precio que tenemos que pagar por lo ocurrido en los últimos años. [...] El Perú tiene futuro. [...] Que Dios nos ayude, que Dios nos ayude.
Juan Carlos Hurtado Miller
Presidente del Consejo de Ministros
Mensaje a la Nación del 8 de agosto de 1990

Un día después del anuncio, en la radio se reportaron algunos disturbios e intentos de saqueo que fueron controlados por patrullas militares. Se declaró estado de emergencia en 11 ciudades. Cuatro personas murieron esa mañana del mismo día durante las protestas en contra del anuncio.
Luego, en febrero de 1991, Hurtado terminó por renunciar a ambos cargos y fue reemplazado por Carlos Torres y Torres Lara en el premierato, mientras que Carlos Boloña asumió la cartera de Economía.

### Candidato a la Alcaldía de Lima
En las elecciones municipales de 1998, Hurtado Miller reapareció en la política y fue presentado el viernes 24 de julio de 1998, en el Hotel Bolívar, por el secretario general nacional del movimiento fujimorista Vamos Vecino, Rolando Reátegui, como su candidato a la alcaldía de la Municipalidad de Lima.
Durante la campaña, Hurtado se dedicó a atacar al candidato opositor Alberto Andrade de Somos Perú, quien iba a la reelección. Culminando los procesos electorales, Andrade resultó reelegido como alcalde.

### Ministro de Industria
El 13 de octubre de 1999, Hurtado regresó al gobierno de Fujimori como ministro de Industria, Turismo, Integración y Negociaciones Comerciales Internacionales permaneciendo hasta el final del segundo gobierno en julio del año 2000.

## Controversias

### Vladivideo
Fue acusado de recibir fondos para su campaña electoral de parte de Vladimiro Montesinos, por lo cual pasó a la clandestinidad en el 2000 y la entrega de estos fondos está evidenciada en un vladivideo filmado secretamente por Montesinos el 11 de agosto de 1998.
Sorpresivamente, Hurtado Miller se entregó a la justicia el 13 de abril del 2011. Fue condenado a arresto domiciliario y luego quedó en libertad.

## Reconocimientos y condecoraciones
- Orden El Sol del Perú en el grado de Gran Oficial.